# Bundesgesetz über den Natur- und Heimatschutz
Das Bundesgesetz über den Natur- und Heimatschutz (NHG, SR 451) vom 1. Juli 1966 ist ein Bundesgesetz der Schweiz. Es trat zum 1. Januar 1967 in Kraft.
Als Rahmengesetz konzipiert, dient es als Grundlage, um
- Landschaftsbild und Ortsbild, historische Stätten, Naturdenkmäler und Kulturdenkmäler «bei Erfüllung von Bundesaufgaben» zu schützen,
- die kantonale Denkmalpflege durch Bundesbeiträge zu unterstützen,
- direkte Schutzbestimmungen des Bundes zugunsten der einheimischen Tier- und Pflanzenwelt zu erlassen,
- die Lehre und Forschung zu fördern.

In neuerer Zeit ist das Gesetz dahingehend ergänzt worden, um die Einrichtung von National- und Naturpärken zu erleichtern.

## Geschichte
Mit der Eröffnung des Schweizerischen Nationalparks im Jahr 1914 wollte man die Landschaft, Tiere und Pflanzen in diesem Reservat dem Einfluss der Zivilisation entziehen, um die Natur in ihrer Urwüchsigkeit studieren und beobachten zu können. Der Nationalpark bildete ein Gegenstück zur Zivilisation.
Der wirtschaftliche Aufschwung in der Nachkriegszeit verschlang immer mehr Ressourcen. Der Verbrauch von Energie und Land durch den Siedlungs- und Strassenbau, die Abfallmengen und die Schadstoffbelastung nahmen ständig zu. Dagegen formierte sich ab den 1960er Jahren Widerstand. Dieser kristallisierte sich in der Gründung von Umweltorganisationen wie 1960 im Rheinaubund (heute Aqua viva) und 1961 im WWF. Dazu kamen ab den 1970er Jahren die grünen Parteien. Sie verstanden Umwelt als vernetztes System, das aus dem Gleichgewicht zu kippen drohte. Sie forderten griffige Massnahmen zum Schutz natürlicher Ressourcen. In der Folge wurden die Verfassungsartikel zum Natur- und Heimatschutz (1962), zur Raumordnung (1969) und zur Umwelt (1971) vom Volk angenommen und die dazugehörigen Gesetze geschaffen. 
Der Schweizer Heimatschutz, der Schweizer Alpen-Club (SAC) und der Schweizerische Bund für Naturschutz (SBN) (heute Pro Natura) stellten gemeinsam eine Liste mit schutzwürdigen Landschaften zusammen. Diese Liste bildete die Grundlage für das Bundesinventar der Landschaften und Naturdenkmäler von nationaler Bedeutung. Die Rothenthurm-Initiative, die 1987 vom Volk angenommen wurde, gab den Anstoss für zwei weitere national bedeutende Inventare: das Bundesinventar der Hoch- und Übergangsmoore (1991) und das Bundesinventar der Flachmoore (1994).
Im Anschluss an den Nachhaltigkeitsgipfel der Vereinten Nationen (UNO), der 1992 in Rio de Janeiro stattgefunden hatte und bei dem sich die Schweiz zur biologischen Vielfalt verpflichtete,  wurden 2001 das Bundesinventar der Amphibienlaichgebiete und 2010 jenes der Trockenwiesen und -weiden von nationaler Bedeutung durch die dazugehörigen Verordnungen in Kraft gesetzt. Die gesamte Fläche des Nationalparks, des Naturerlebnisparks Sihlwald, der in den Bundesinventaren registrierten Schutzgebiete, der Jagdbanngebiete, der Waldreservate und weiterer Schutzgebiete beläuft sich auf rund 14 % der Fläche der Schweiz. In den vergangenen Nachhaltigkeitsgipfeln festgelegtes Ziel ist es, dass jedes Land bis 2020 mindestens 20 % seines Territoriums als Schutzgebiete oder Biodiversitätsförderflächen eingerichtet hat.
Da die schweizerische Gesetzgebung kaum Legaldefinitionen für Begriffe im Bereich des Natur, -Landschafts- und Heimatschutzes kennt, beauftragte das BUWAL (Bundesamt für Umwelt, Wald und Landschaft) eine Arbeitsgruppe mit der Aktualisierung zentraler Begriffe und publizierte das Ergebnis 2001 in den drei Landessprachen Deutsch, Französisch und Italienisch.

## Übersicht über die Massnahmen der Schweiz
Seit der Schaffung der RAMSAR-Gebiete aufgrund der so genannten RAMSAR-Konvention im Jahr 1971 sind weitere Massnahmen beschlossen und weitere Gebiete unter Schutz gestellt worden. Die folgende Tabelle stellt die Instrumente dar, mit denen die Schweiz Schutz- und Schongebiete national und international codiert, bezeichnet und kommuniziert.
| Code | Bezeichnung                                                                                   | Gesetzliche Grundlage |
| --- | --------------------------------------------------------------------------------------------- | --- |
| CH01 | Schweizerischer Nationalpark                                                                  | Bundesgesetz über den Schweizerischen Nationalpark im Kanton Graubünden (Nationalparkgesetz, 19.12.1980)                                             |
| CH02 | Bundesinventar der Hoch- und Übergangsmoore von nationaler Bedeutung                          | Verordnung über den Schutz der Hoch- und Übergangsmoore von nationaler Bedeutung (21.01.1991)                                                        |
| CH03 | Bundesinventar der Auengebiete von nationaler Bedeutung                                       | Verordnung über den Schutz der Auengebiete von nationaler Bedeutung (28.10.1992)                                                                     |
| CH04 | Bundesinventar der Flachmoore von nationaler Bedeutung                                        | Verordnung über den Schutz der Flachmoore von nationaler Bedeutung                                                                                   |
| CH05 | Bundesinventar der Amphibienlaichgebiete von nationaler Bedeutung                             | Verordnung über den Schutz der Amphibienlaichgebiete von nationaler Bedeutung (15.06.2001)                                                           |
| CH06 | Bundesinventar der Trockenwiesen und -weiden von nationaler Bedeutung                         | Verordnung über den Schutz der Trockenwiesen und -weiden von nationaler Bedeutung (13.01.2010)                                                       |
| CH09 | Bundesinventar der Wasser- und Zugvogelreservate von internationaler und nationaler Bedeutung | Verordnung über die Wasser- und Zugvogelreservate von internationaler und nationaler Bedeutung                                                       |
| CH10 | Bundesinventar der eidgenössischen Jagdbanngebiete                                            | Verordnung über die eidgenössischen Jagdbanngebiete (30.09.1991)                                                                                     |
| CH13 | RAMSAR-Gebiete                                                                                | Übereinkommen über Feuchtgebiete von internationaler Bedeutung (RAMSAR-Konvention, 02.02.1971)                                                       |
| CH14 | Smaragd-Gebiete                                                                               | Übereinkommen über die Erhaltung der europäischen wildlebenden Pflanzen und Tiere und ihrer natürlichen Lebensräume (Berner Konvention, 19.09. 1979) |
| Quelle: Legal or equivalent instrumentes used by countries for de diesgnation of protected and conserved areas |                                                                                               | |